# Керсті Янг
Керсті Джексон Янг (англ. Kirsty Young; нар. 23 листопада 1968) — шотландська теле- та радіоведуча.
З 2006 по 2018 рік вона була головною ведучою програми "Desert Island Discs" (BBC Radio 4) і раніше представляла "Crimewatch" на BBC One з 2008 по 2015 рік.

## Кар'єра
Її медіа-кар'єра розпочалася з професії диктора на BBC Radio Scotland у 1989 році. У 1992 році вона перейшла до шотландського телебачення як ведуча "Scotland Today", і в результаті чого, було створене її чат-шоу. Керсті покинула "Scotland Today" в 1996 році, щоб стати ведучою у "The Time, The Place",  також Янг з'явилася у програмі "Holiday". Керсті брала у часть у шоу "The Street" на BBC Two.
У 1997 році вона приєдналася до групи новин нового каналу, Channel 5. Керсті Янг покинула Channel 5, щоб приєднатися до ITV в 2000 році і ненадовго взяла участь у вікторині "The People Versus". У 2001 році вона стала співведучою вечірніх новин ITV. Пізніше того ж року, народивши першу дитину, вона вирішила повернутися на Channel 5.
У листопаді 2003 року Янг презентувала видання "Have I Got News for You". З тих пір вона виступала в шоу ще одинадцять разів. У 2004 році вона з'явилася в "Room 101".
У червні 2006 року Янг була оголошена новою ведучою багаторічної програми BBC Radio 4 "Desert Island Discs", замінивши Сью Лоулі вже з 1 жовтня 2006 року. Керсті Янг повернулася до "5 News" 28 вересня 2006 року, але в 2007 році Янг оголосила, що восени покине "5 News", після десяти років праці. 29 серпня 2007 року вона представила свій останній випуск для "5 News".
29 вересня 2007 року BBC оголосила, що Янг перейде на посаду Фіони Брюс в ролі ведучої "Crimewatch". Вона проводила шоу з січня 2008 року до грудня 2015 року.
З 11 січня 2010 року вона представила чотирисерійний телевізійний серіал BBC під назвою «Британська родина». У березні-квітні 2011 року вона презентувала телесеріал "The British at Work".
31 серпня 2018 року було оголошено, що Янг відійде від "Desert Island Discs " на декілька місяців, щоб отримати лікування від форми фіброміалгії, і що Лорен Лаверн замінить її в цей період. У липні 2019 року Янг оголосила, що повинна відстоювати роль господаря  "Desert Island Discs", сказавши: "Будучи змушеною відвести кілька місяців від моєї улюбленої роботи через проблеми зі здоров’ям, я рада сказати, що зараз на шляху до того, щоб почувати себе набагато краще. Але ця вимушена відсутність у шоу змінила мою точку зору на те, що мені робити далі, і тому я вирішила, що прийшов час шукати нові виклики ". Директор радіо та освіти BBC, Джеймс Пернел, назвав Янг "чудовим господарем". Було підтверджено, що Лорен Лаверн з "BBC Radio 6 Music" буде продовжувати виконувати роль  Керсті Янг.

## Особисте життя
Народилася у Іст-Кілбрайді. Керсті Янг відвідувала початкову школу Камбусбарон та середню школу Стірлінг. Вона повернулася в червні 2008 року, щоб офіційно відкрити новий корпус школи. Керсті поділилася з глядачами в першому епізоді свого телешоу, що страждала від нервової булімії в підлітковому віці. У більш пізньому інтерв'ю вона сказала, що "це було лише протягом кількох місяців, і я сам з цим впоралася".
Янг одружена з бізнесменом Ніком Джонсом, засновником клубу «Soho House». У неї є дві дочки від Джонса — Фрея (народилася у лютому 2000 р.) та Іона (народилася у квітні 2006 р.), Та двоє пасинків (діти Джонса від першого шлюбу) — Наташа та Олівер.

## Фільмографія
Керсті Янг знялася у декількох фільмах:
- Літній сезон (1985)[3]
- Зірки в їхніх очах (1990)[4]
- Травма (2004)[5]